# Camponotus pallescens
Camponotus pallescens är en myrart som beskrevs av Mayr 1887. Camponotus pallescens ingår i släktet hästmyror, och familjen myror. Inga underarter finns listade.